# Maechidius hopeanus
Maechidius hopeanus är en skalbaggsart som beskrevs av John Obadiah Westwood 1842. Maechidius hopeanus ingår i släktet Maechidius och familjen Melolonthidae. Inga underarter finns listade i Catalogue of Life.